# Yecoraïta
La yecoraïta és un mineral de la classe dels tel·lurats. Rep el seu nom de la seva localitat tipus, Yécora, a Mèxic.

## Característiques
La yecoraïta és un tel·lurat de fórmula química Fe₃3+Bi₅(Te6+O₄)₂(Te4+O₃)O9·9H₂O. Va ser aprovada com a espècie vàlida per l'Associació Mineralògica Internacional l'any 1983. Cristal·litza en el sistema tetragonal o en l'hexagonal. Es troba en forma de cristalls fibrosos, de fins a 5μm, en agregats massius. La seva duresa a l'escala de Mohs és 3.
Segons la classificació de Nickel-Strunz, la yecoraïta pertany a «07.DF - Sulfats (selenats, etc.) amb anions addicionals, amb H₂O, amb cations de mida mitjana i grans» juntament amb els següents minerals: uklonskovita, caïnita, natrocalcita, metasideronatrita, sideronatrita, despujolsita, fleischerita, schaurteïta, mallestigita, slavikita, metavoltina, lannonita, vlodavetsita, peretaïta, gordaïta, clairita, arzrunita, elyita, riomarinaïta, dukeïta i xocolatlita.

## Formació i jaciments
És un producte de l'oxidació de la tetradimita i la pirita. Va ser descoberta l'any 1983 a la mina San Martín de Porres, a Yécora, (Sonora, Mèxic). També ha estat trobada a Wurten, Innerfragant (Caríntia, Àustria), al complex Coldwell (Ontario, Canadà) i a Hebbersfors (Västerbotten, Suècia). Sol trobar-se associada a altres minerals com: tetradimita, pirita, calcopirita, quars i òxids de ferro.